# Europäische Volkspartei
Die Europäische Volkspartei (EVP; französisch Parti populaire européen, PPE, englisch European People’s Party, EPP) ist eine europäische politische Partei, die sich aus christlich-demokratischen und bürgerlich-konservativen Mitgliedsparteien in der Europäischen Union zusammensetzt. Daneben gehören ihr Parteien außerhalb der Union der EVP als assoziierte oder beobachtende Mitglieder an. Aus dem deutschen Sprachbereich sind die CDU und die CSU aus Deutschland, die ÖVP aus Österreich, die CSV aus Luxemburg sowie die Südtiroler Volkspartei Vollmitglieder der EVP; die Schweizer Die Mitte ist assoziiertes Mitglied.
Die EVP wurde 1976 von hauptsächlich christlich-demokratischen Parteien gegründet. Sie hat die Form einer internationalen Vereinigung ohne Gewinnerzielungsabsicht belgischen Rechts. Die EVP ist eine von zwei europäischen Regionalabteilungen der Internationalen Demokratischen Union (IDU).
Im Europäischen Parlament stellt die EVP mit der Fraktion der Europäischen Volkspartei (Christdemokraten) die seit 1999 größte Fraktion. Derzeit gehören 188 Abgeordnete der EVP-Fraktion an, darunter auch einige, die nicht der EVP angehören (Stand: 25. März 2025). Daneben bestehen auch EVP-Fraktionen im Ausschuss der Regionen der EU sowie in den parlamentarischen Versammlungen in anderen transnationalen Organisationen wie dem Europarat, der OSZE oder der NATO. In der Legislaturperiode 2019–2024 stellt die EVP neun Mitglieder der Europäischen Kommission (einschließlich des Kommissionspräsidenten) und den Präsidenten des Europäischen Rates.

## Geschichte

### Ursprünge

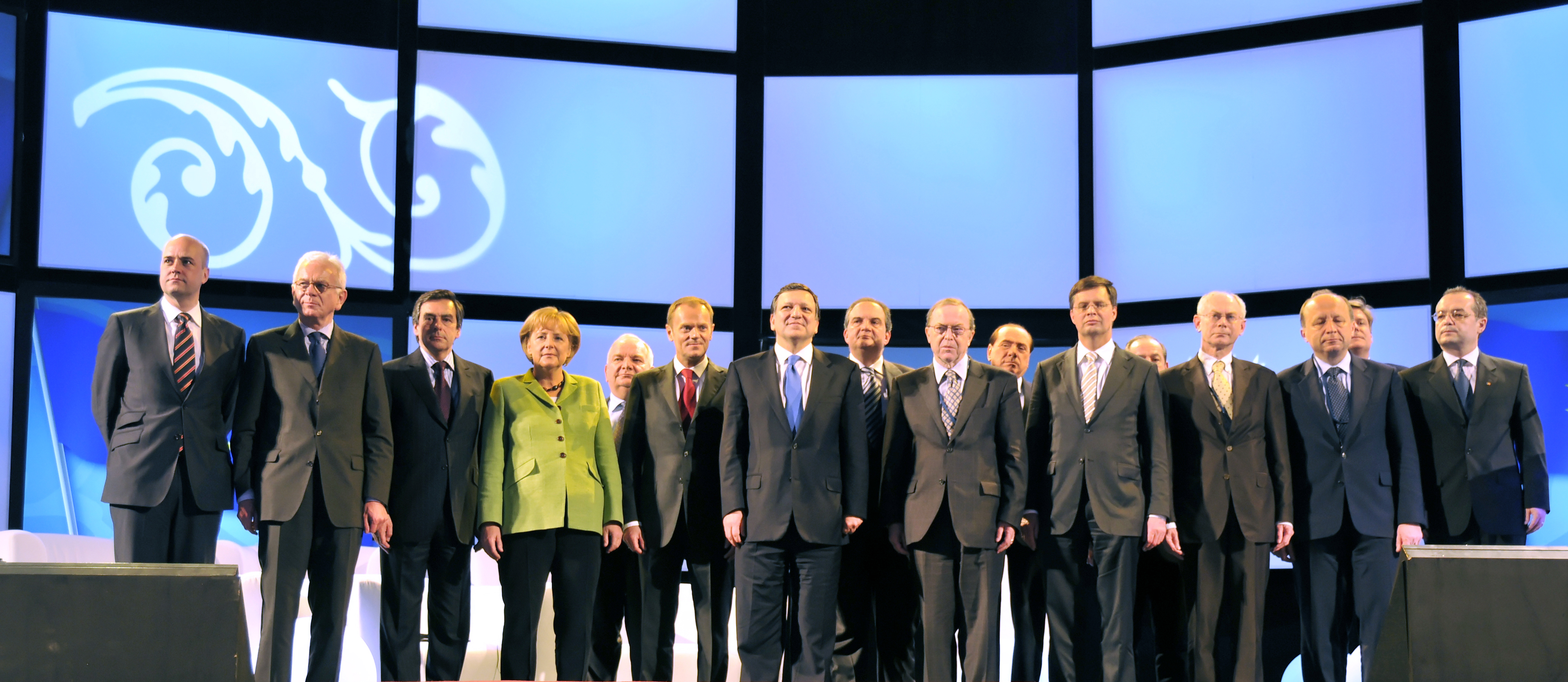
Kongress in Warschau (2009)

Die Ursprünge der EVP lassen sich bis auf das Secretariat International des partis démocratiques d’inspiration chrétienne zurückverfolgen, einem 1925 gegründeten Zusammenschluss christlich, hauptsächlich katholisch geprägter Parteien.
Als Vorgängerorganisation können die Nouvelles Equipes Internationales (NEI) gelten. Die pro-europäische Organisation wurde 1947 von westeuropäischen christdemokratischen, vorwiegend katholischen, Parteien sowie christdemokratischen Exilgruppen aus den Ostblockstaaten gegründet. Aus ihr ging 1965 die Europäische Union Christlicher Demokraten (EUCD) hervor, der, anders als der EVP, auch Parteien aus Nicht-EG-Staaten angehörten und die schließlich 1998 mit der EVP fusionierte.
Ein weiterer Ursprung der EVP liegt in der Fraktion der Christdemokraten im Europäischen Parlament. Diese bestand seit 1952 und wurde 1978 in Fraktion der EVP umbenannt.

### Gründung
Am 8. Juli 1976 wurde die Europäische Volkspartei in Luxemburg gegründet und der Belgier Leo Tindemans zum ersten Präsidenten gewählt. 1978 fand der I. Kongress der EVP in Brüssel statt, auf dem das politische Programm verabschiedet wurde. Gründungsmitglieder waren CDU und CSU, PSC und CVP (Belgien), CDS (Frankreich), Fine Gael (Irland), DC und SVP (Italien), CSV (Luxemburg) und KVP, CHU und ARP (Niederlande, heute im Christen-Democratisch Appèl (CDA) vereinigt).
Die deutschen Unionsparteien wollten die Organisation von Anfang an auch für konservative Parteien offenhalten, die sich nicht als christdemokratisch verstanden. In Großbritannien oder Skandinavien konnte das Wort „christlich“ im Parteinamen im Sinne von „klerikal“ oder „papistisch“ missverstanden werden. Die belgischen, niederländischen und italienischen Mitgliedsparteien bestanden aber darauf, sodass man sich auf die Langform „Europäische Volkspartei – Föderation der christdemokratischen Parteien der Europäischen Gemeinschaft“ einigte. Obwohl CDU und CSU die wichtigsten, wenn nicht gar dominanten, Mitglieder der EVP waren, wirkten sie ab 1978 parallel in der konkurrierenden Europäischen Demokratischen Union der konservativen (nicht christdemokratischen) Parteien mit, zu der unter anderem die britischen Tories gehörten. Die ideologischen Unterschiede waren kein Problem für die Unionsparteien, die von Anfang an neben einem christdemokratischen auch einen konservativen und einen liberalen Flügel hatten und vergleichsweise stark marktwirtschaftlich ausgerichtet waren. Die Christdemokraten und Christsozialen der Benelux-Staaten und Italiens waren hingegen stärker sozialstaatlich positioniert.

### Direktwahlen zum Europäischen Parlament
Vor der ersten direkten Wahl zum Europaparlament 1979 wurde auf dem II. Kongress die Wahlplattform verabschiedet. Die EVP gewann 107 der 419 Sitze im Parlament. Durch den Beitritt Griechenlands zur Europäischen Gemeinschaft 1981 erhöhte sich die Zahl der Sitze im Europäischen Parlament auf 434, die Anzahl der Abgeordneten, die zur EVP gehören, auf 117. Im Jahr 1983 wurden die Sekretariate der EUCD und der EVP in Brüssel zusammengelegt und der deutsche CDU-Politiker Thomas Jansen zum Generalsekretär der EVP und der EUCD gewählt.
Auf dem V. Kongress 1984 in Rom verabschiedete die Partei das Aktionsprogramm für die zweite direkte Wahl zum Europäischen Parlament. Die EVP gewann 110 Sitze in der zweiten direkt gewählten Legislaturperiode. Die Niederländer Piet Bukman (Christen-Democratisch Appèl) wurde 1985 zum Nachfolger von Leo Tindemans gewählt, der das Amt des Präsidenten seit der Gründung der EVP bis dahin innehatte.
1986 traten Spanien und Portugal der Europäischen Gemeinschaft bei und die Anzahl der Sitze im Europäischen Parlament erhöhte sich auf 518. Die portugiesische CDS, die spanische PDP (später in Democracia Cristiana umbenannt), die katalanische UDC und die baskische PNV (baskische Nationalisten) wurden Mitglied der EVP. Die EVP-Fraktion im Parlament vergrößerte sich dadurch um 9 MEPs auf insgesamt 118 Mitglieder. Im März 1986 trat ein französischer MEP der Fraktion bei, die somit 119 Mitglieder zählte. Jacques Santer wurde 1987 zum Präsidenten der EVP gewählt. Auf dem VII. Kongress der EVP in Luxemburg wurde das Arbeitsprogramm „On the People’s Side“ angenommen.

### Ideologische Öffnung und Erweiterung der Mitgliedschaft
Nach der dritten direkten Wahl zum Europäischen Parlament im Juni 1989 traten die spanischen Parlamentarier der Partido Popular (PP) der EVP-Fraktion bei. Der ehemalige belgische Premierminister Wilfried Martens wurde 1990 zum Präsidenten der EVP gewählt. Auf dem VIII. Kongress in Dublin wurde das EVP-Programm für die Europäische Union verabschiedet. In den Folgejahren öffnete sich die EVP auch für Mitte-rechts-Parteien, die nicht im eigentlichen Sinne christdemokratisch waren. Dies wurde begünstigt durch das Verschwinden der italienischen Democrazia Cristiana, bis dahin eine der größten Mitgliedsparteien, die stets auf einer weltanschaulichen Homogenität der EVP beharrt und sich gegen eine Ausdehnung in die Breite eingesetzt hatte, wie sie die deutschen Unionsparteien unter Bundeskanzler Helmut Kohl wünschten. Letztere setzten sich nun durch, auch EVP-Präsident Martens war für eine Öffnung der Partei. Der spanische Partido Popular wurde 1991 – gegen den Widerstand der baskischen und katalanischen Christdemokraten – als erste Partei, die nicht wirklich der Christdemokratie angehörte (sie hatte zwar einen christdemokratischen, aber auch liberale und konservative Flügel sowie eine post-franquistische Traditionslinie), Mitglied der EVP. Die Österreichische Volkspartei, die schwedische KDS und die maltesische Partit Nazzjonalista wurden als assoziierte Mitglieder der EVP zugelassen.
1992 beschlossen die MEPs der Europäischen Demokraten (vor allem die konservativen Parteien aus Großbritannien und Dänemark), der Fraktion der EVP als assoziierte Mitglieder beizutreten. Diese wuchs dadurch auf 162 Mitglieder an und benannte sich in Fraktion der Europäischen Volkspartei und Europäischer Demokraten (EVP-ED) um. Konservative Parteien aus Skandinavien wurden 1993 als ständige Beobachter der EVP eingeladen. Auf dem X. Kongress in Brüssel wurde das Aktionsprogramm „Europa 2000 – Einheit und Vielfalt“ für die vierte Legislaturperiode des Europäischen Parlaments angenommen. Das portugiesische CDS wurde hingegen ausgeschlossen, weil es den Vertrag von Maastricht ablehnte und außerdem seine Beiträge nicht gezahlt hatte.
Durch die Erweiterung der Mitgliedschaft rückte die EVP in wirtschaftspolitischen Fragen nach rechts, da beispielsweise die deutsche CDU-CSU und die neu aufgenommene spanische PP (die sogleich zweitstärkste Mitgliedspartei wurde) und schwedische Moderata samlingspartiet (MS) wie die britischen Konservativen staatliche Eingriffe in den Markt eher ablehnten, während die stärker sozialstaatlichen Christdemokraten Italiens und der Benelux-Staaten geschwächt waren. Zugleich vertrat die schwedische MS deutlich andere Positionen in Fragen der Bioethik als die klassisch christdemokratischen Parteien aus den katholischen Ländern.
Nach der Gründung des Ausschusses der Regionen im Jahr 1994 als neue Institution der Europäischen Union wurde die EVP-Fraktion innerhalb des Rates der Regionen mit 85 Mitgliedern unter dem Vorsitz des Belgiers Jos Chabert formiert. Die Christlichdemokratische Volkspartei der Schweiz und die zypriotische Dimokratikos Synagermos wurden als assoziierte Mitglieder zugelassen. Bei den Wahlen zum Europäischen Parlament im Juni gewann die EVP 125 Sitze. Durch die Integration ähnlich denkender konservativer Parlamentarier aus Großbritannien, Dänemark und französischer Liberaler wuchs die EVP-Fraktion auf insgesamt 157 Mitglieder an. Der Deutsche Klaus Welle wurde zum Generalsekretär der EVP und EUCD gewählt.
Die finnische Kansallinen Kokoomus, die schwedische Moderata Samlingspartiet und Kristdemokratiska Samhällspartiet, die dänische Konservative Volkspartei, die Österreichische Volkspartei, die beiden italienischen Parteien Centro Cristiano Democratico (CCD) und Cristiani Democratici Uniti (CDU) wurden Vollmitglieder und die norwegische Høyre assoziiertes Mitglied der EVP. Die Europäische Union der Senioren (ESU) wurde ebenfalls 1995 gegründet. Die Europäische Mittelstands- und Wirtschaftsvereinigung (Small and Medium Entrepreneurs Union, SME UNION) wurde 1996 gegründet (und 2012 aufgelöst). Im Februar wurden sieben Parteien aus Mittel- und Osteuropa Kandidaten für den Beobachterstatus. Die EUCD, die sich bereits seit vielen Jahren mit der EVP das Büro und den Generalsekretär geteilt hatte, wurde 1998 endgültig mit dieser verschmolzen.
1998 traten die Europaparlamentarier von Forza Italia, die bislang eine eigene Fraktion im EP gebildet hatten, zur EVP-Fraktion über. Gegen die Aufnahme der Forza Italia formierte sich die Athens Group aus irischen, italienischen, belgischen, niederländischen, luxemburgischen, baskischen und katalanischen Christdemokraten, die sich unter Führung von John Bruton eine „Wahrung der christdemokratischen Identität“ auf die Fahnen schrieb. Sie verschwand aber bald wieder. Auf dem XIII. Kongress 1999 in Brüssel wurde das Aktionsprogramm für 1999 bis 2004 mit dem Titel „Auf dem Weg in das 21. Jahrhundert“ verabschiedet. Alejandro Agag wurde als Nachfolger von Klaus Welle, der zum Generalsekretär der EVP-Fraktion im Parlament ernannt wurde, zum Generalsekretär der EVP und EUCD gewählt.
Als Reaktion auf die ÖVP-FPÖ-Koalition in Österreich gründeten im Jahr 2000 einige EVP-Europaparlamentarier auf Initiative von François Bayrou die Schuman Group zur Verteidigung traditioneller christdemokratischer Werte. Aus den belgischen, französischen und italienischen Mitgliedsparteien sowie von Spaniens Ministerpräsident José María Aznar wurde sogar gefordert, die ÖVP aus der EVP auszuschließen. Am 10. Oktober 2000 wurde Wilfried Martens zum Präsidenten und Alejandro Agag zum Generalsekretär der Christdemokratischen Internationale gewählt. Den Status als assoziiertes Mitglied erhielten in diesem Jahr die lettische Tautas Partija, die slowakische SMK-MKP, die tschechische US und die ungarische FKGP und FIDESZ – MPP. Auf dem XIV. EVP-Kongress im Januar 2001 in Berlin wurde das Grundsatzdokument „Eine Union der Werte“ verabschiedet. Die ungarische MDF wurde assoziiertes Mitglied, die italienische UDEUR und das französische RPR wurden Vollmitglieder.
Im März 2002 akzeptierte das politische Büro den Vorschlag, Alejandro Agag durch Antonio Lopez-Isturiz als Generalsekretär zu ersetzen, was auch geschah. Die EVP-Gruppe für den Europäischen Verfassungskonvent wurde auf Vorschlag von Wilfried Martens gegründet. Der Schweizer Evangelischen Volkspartei und der slowakischen KDH wurde der Status als assoziierte Mitglieder gewährt. Die slowakische SDKÚ wurde als Beobachter zugelassen. Im Oktober wurde auf dem XV. Kongress in Estoril das Kongressdokument „Die Verfassung für ein starkes Europa“ (Vertrag über eine Verfassung für Europa) angenommen. Auf diesem Kongress wurde auch die Verschmelzung von EVP und EDU komplettiert, letztere war durch die Öffnung der EVP für nicht-christdemokratische Parteien ohnehin praktisch obsolet geworden und hatte sich zuletzt fast alle Mitglieder mit dieser geteilt.
Die französische UDF und die italienische La Margherita, Nachfolgeparteien der EVP-Gründerinnen Democrazia Cristiana und CDS, verließen die EVP 2004 und gründeten unter Führung von François Bayrou und Francesco Rutelli die Europäische Demokratische Partei (EDP). Sie behaupteten, dass die EVP sich zu weit nach rechts geöffnet habe und weg von ihren europäisch-föderalistischen Positionen gerückt sei. Die EDP bildete nach der Europawahl 2004 eine Fraktionsgemeinschaft mit den Liberalen unter dem Namen Allianz der Liberalen und Demokraten für Europa (ALDE).
Nach der Europawahl 2009 traten die Mitglieder der ED aus der gemeinsamen Fraktion aus und gründeten die neue Fraktion der Europäischen Konservativen und Reformisten (ECR), sodass die Europäische Volkspartei wieder allein die EVP-Fraktion bildete. Zudem schloss sich der einzige für die ungarische Partei MDF ins Europäische Parlament gewählte Abgeordnete der ECR an, woraufhin diese Partei aus der EVP ausgeschlossen wurde.

### Krise um die ungarische Fidesz
Der Streit um möglicherweise rechtswidrige Maßnahmen der ungarischen Fidesz von Ministerpräsident Viktor Orbán im Vorfeld der Europawahl 2019 führte zu Spannungen in der EVP. Einerseits zögerte die EVP über Jahre hinweg, sich mit dem Verfahren des Europäischen Parlaments über eine Suspendierung der EU-Mitgliedschaft Ungarns wegen Verstößen gegen die Grundwerte der Europäischen Union zu befassen, andererseits erklärte Jean-Claude Juncker, Präsident der Europäischen Kommission und prominentes EVP-Mitglied: „Ich glaube, sein Platz [Fidesz] ist nicht in der Europäischen Volkspartei.“ Manfred Weber, Spitzenkandidat der EVP für die Europawahl 2019, versuchte Anfang März 2019 erfolglos mit einem Ultimatum von Viktor Orbán Zugeständnisse zu erzwingen, darunter der Verbleib der Universität von Milliardär George Soros in Ungarn und das Beenden der „Anti-Brüssel-Kampagne“ Orbáns.
Am 20. März 2019 wurde die Mitgliedschaft der Fidesz mit 190 von 193 Delegiertenstimmen der EVP teilweise ausgesetzt. Damit wurde sie „bis auf Weiteres“ von Sitzungen und internen Wahlen ausgeschlossen, verblieb aber weiter in der Fraktion der EVP im Europaparlament. Die Drohung von Seiten der Fidesz, im Falle einer Sanktion aus der EVP auszutreten, hat sie zu diesem Zeitpunkt nicht wahrgemacht.
Nachdem die Mitglieder der EVP-Fraktion am 3. März 2021 eine Änderung der Geschäftsordnung beschlossen hatten, durch die eine Suspendierung der Mitgliedschaft der Abgeordneten der Fidesz oder auch ein Ausschluss möglich wurden, erklärte Orbán noch am selben Tag den Austritt der Abgeordneten seiner Partei aus der EVP-Fraktion. Die Änderung der Geschäftsordnung wurde von 148 EVP-Abgeordneten angenommen, 28 stimmten dagegen, darunter sechs der sieben ÖVP-Abgeordneten (die Ausnahme bildete Othmar Karas).
Am 18. März 2021 verließ die Fidesz auch die EVP-Partei, die mit ihr eng verbundene KDNP verblieb jedoch in der EVP.

### Liste der Vorsitzenden
| Präsident | Präsident        | Staat       | Nationale Partei                         | Amtszeit | Amtszeit |
| --------- | ---------------- | ----------- | ---------------------------------------- | -------- | -------- |
| 1.        | Leo Tindemans    | Belgien     | Christelijke Volkspartij (CVP)           | 1976     | 1985     |
| 2.        | Piet Bukman      | Niederlande | Christen-Democratisch Appèl (CDA)        | 1985     | 1987     |
| 3.        | Jacques Santer   | Luxemburg   | Chrëschtlech-Sozial Vollekspartei (CSV)  | 1987     | 1990     |
| 4.        | Wilfried Martens | Belgien     | Christen-Democratisch en Vlaams (CD&V)   | 1990     | 2013     |
| 5.        | Joseph Daul      | Frankreich  | Les Républicains (LR)                    | 2013     | 2019     |
| 6.        | Donald Tusk      | Polen       | Platforma Obywatelska (PO)               | 2019     | 2022     |
| 7.        | Manfred Weber    | Deutschland | Christlich-Soziale Union in Bayern (CSU) | 2022     | –        |

## Politische Positionen
Als zentraler Bestandteil der Wahlkampagne für die Europawahl 2019 stellte die EVP in ihrem Wahlmanifest unter anderem folgende Forderungen auf:
- Den Schutz Europas vor illegaler Einwanderung
- Kampf gegen Terrorismus und Kriminalität
- Verbesserung der militärischen Verteidigungsfähigkeiten
- Verteidigung der Prinzipien der Sozialen Marktwirtschaft
- Einsatz gegen den Klimawandel und Einhaltung des Pariser Klimaabkommens
- Erhalt des kulturellen Reichtums und der kulturellen Vielfalt Europas
- Verteidigung von Demokratie und europäischen Werten
- Verbesserung des Lebensstandards von Familien
- Verbesserung der Integration von Migranten und Flüchtlingen
- Schaffung von Arbeitsplätzen und Wachstum durch Investitions- und Entwicklungshilfe in Afrika
- Unterstützung der Partnerschaft mit den Balkanstaaten und Beendigung der EU-Beitrittsverhandlungen mit der Türkei
- Schaffung von fünf Millionen neuen Arbeitsplätzen
- Verbesserung des Lebensstandards und der Infrastruktur
- Erweiterung des Erasmus-Programms
- Unterstützung der Landwirtschaft und der europäischen Lebensmittelqualität
- Stärkung des Europäischen Parlaments durch ein legislatives Initiativrecht

## Struktur

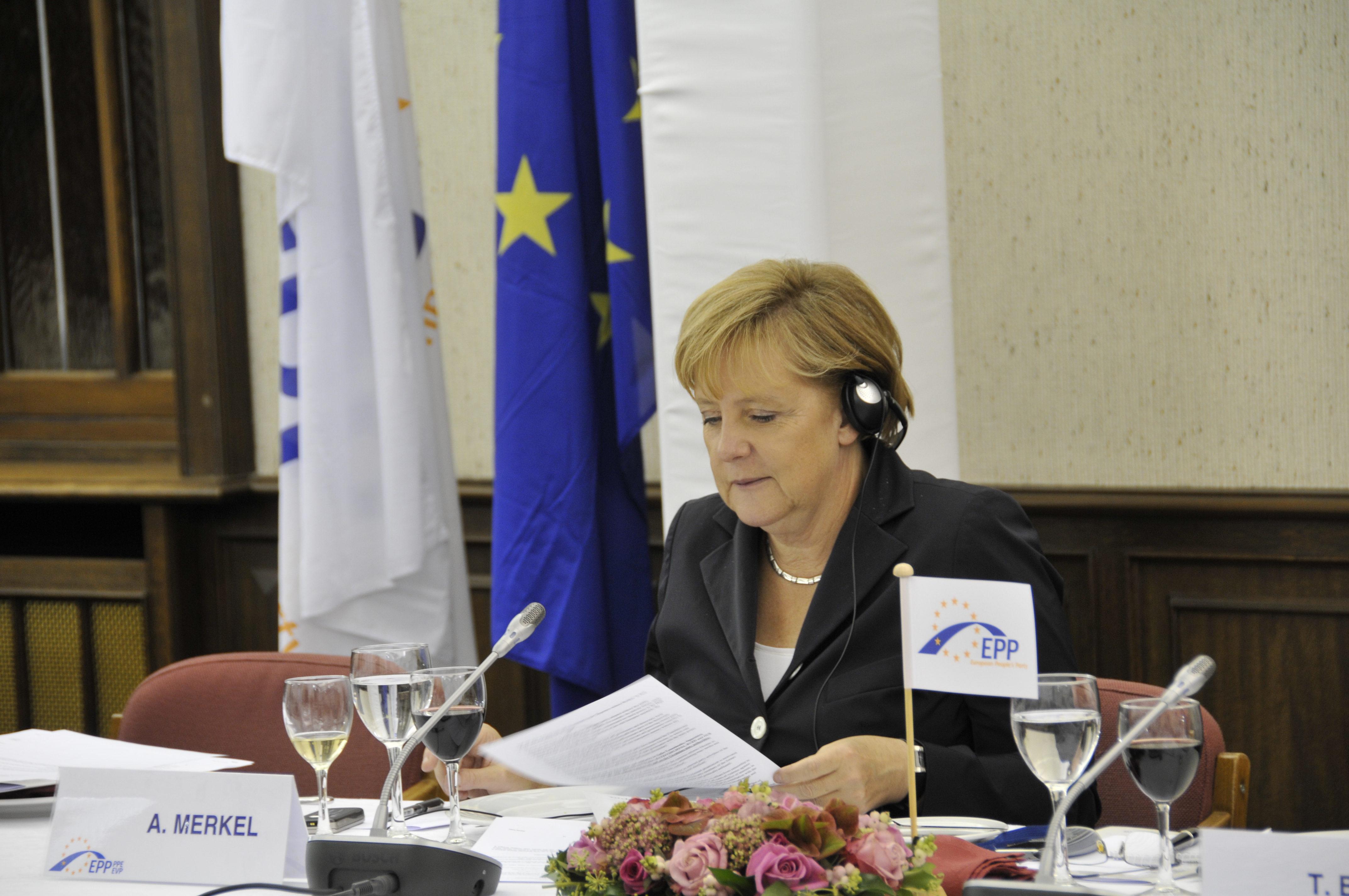
Angela Merkel auf dem EVP-Gipfel in Meise, Belgien

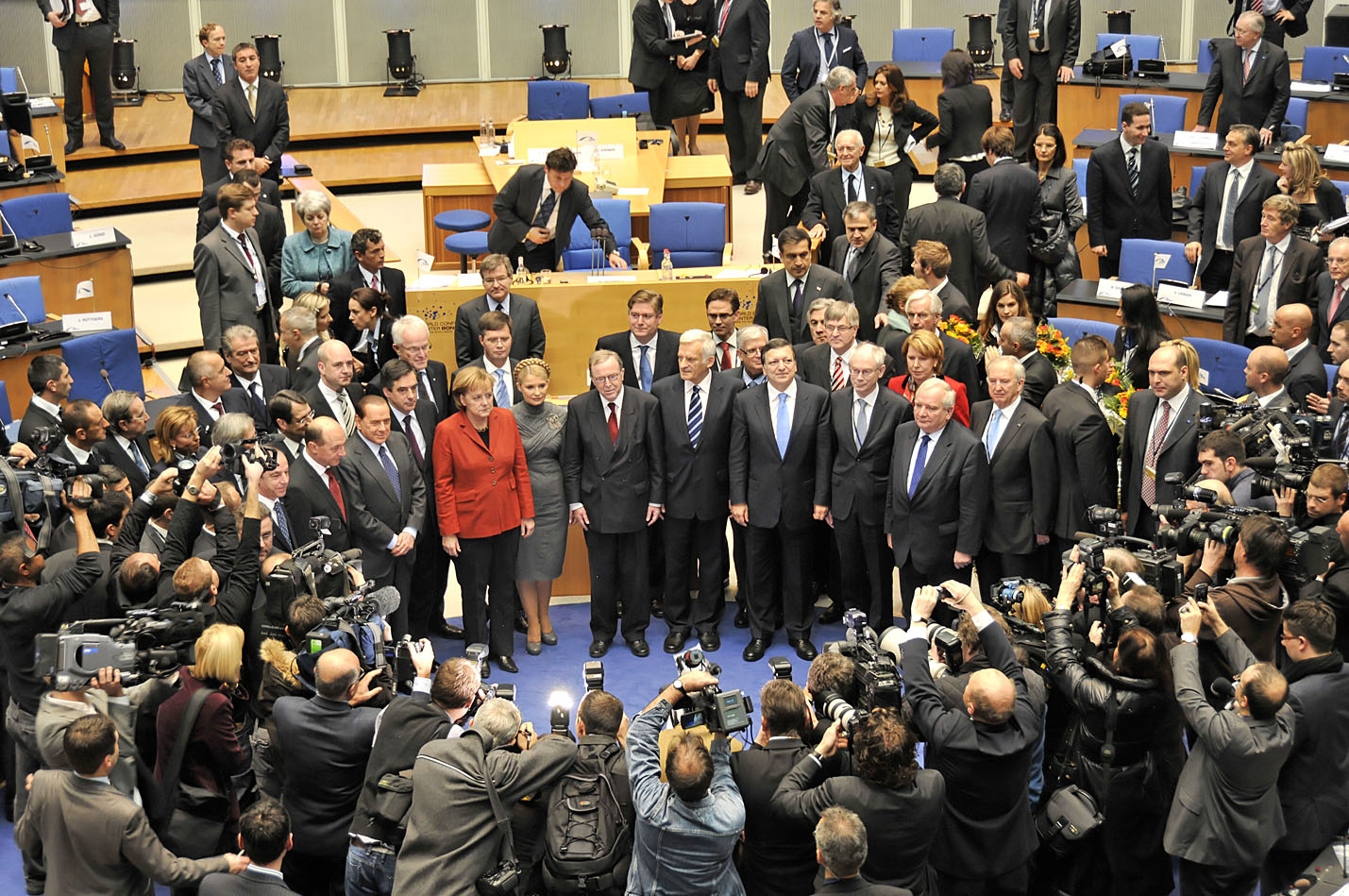
EVP-Kongress in Bonn (2009)

Die Organe der Europäischen Volkspartei sind das Präsidium als Verwaltungsorgan, der Vorstand als strategisches Organ und der Kongress zur Fassung von Grundsatzbeschlüssen und zur Wahl des Präsidiums. Die Stiftung der Europäischen Volkspartei, das Centre for European Studies, besitzt eigene Rechtspersönlichkeit.

### Parteipräsidium
Dem Präsidium gehören an
- der Präsident,
- zehn Vizepräsidenten,
- der Schatzmeister und
- der Generalsekretär,

die alle vom Kongress gewählt werden, sowie von Amts wegen
- der Präsident der Europäischen Kommission,
- der Präsident des Europäischen Rates,
- der Hohe Repräsentant für Außen- und Sicherheitspolitik und
- der Präsident des Europäischen Parlaments,

soweit diese der EVP angehören, und
- der Vorsitzende der EVP-Fraktion im Europäischen Parlament,

außerdem vom Vorstand zu wählende
- Ehrenpräsidenten.

Das Präsidium tritt mindestens acht Mal im Jahr zusammen.
Der derzeitige EVP-Präsident ist Manfred Weber (CSU). Auf dem Kongress wurden außerdem die Kommissare Johannes Hahn und Marija Gabriel sowie der italienische Ex-Kommissar und Ex-Parlamentspräsident Antonio Tajani (Forza Italia), die irische Ministerin für Europaangelegenheiten Helen McEntee, der ehemalige finnische Wirtschaftsminister Petteri Orpo (Kok.) und die MdEPs David McAllister (CDU), Siegfried Mureșan (PNL), Esther de Lange (CDA) und Franck Proust (Les Républicains) als EVP-Vizepräsidenten gewählt. Außerdem ist Kommissionspräsidentin Ursula von der Leyen von Amts wegen Präsidiumsmitglied. Schatzmeister ist der ehemalige deutsche Landwirtschaftsminister Christian Schmidt (CSU), Generalsekretär Antonio López-Istúriz White (PP).

#### Generalsekretäre
Die täglichen Geschäfte werden von einem Generalsekretär geführt. Dieses Amt hat seit Juni 2022 Thanasis Bakolas inne.
| Zeitraum  | Generalsekretär             | Land        |
| --------- | --------------------------- | ----------- |
| 1976–1983 | Jean Seitlinger             | Frankreich  |
| 1983–1994 | Thomas Jansen               | Deutschland |
| 1994–1999 | Klaus Welle                 | Deutschland |
| 1999–2002 | Alejandro Agag              | Spanien     |
| 2002–2022 | Antonio López-Istúriz White | Spanien     |

### Vereinigungen
Ähnlich wie in der CDU und CSU gibt es auch in der EVP (gemäß Art 17. der Satzung der EVP) Vereinigungen für bestimmte Bevölkerungsgruppen:
| Gründung | Vereinigung                                                      |
| -------- | ---------------------------------------------------------------- |
| 1996     | SME Europe Mittelstands- und Wirtschaftsvereinigung              |
| 1976     | Europäische Union Christlich-Demokratischer Arbeitnehmer (EUCDA) |
| 1961     | European Democrat Students (EDS)                                 |
| 1997     | Youth of the European People’s Party (YEPP)                      |

### Wilfried Martens Centre for European Studies
Nach den Änderungen der EU-Bestimmungen, welche Europaparteien regulieren, wurde es möglich, Europäische politische Stiftungen zu gründen, die mit den Parteien verbunden sind. Entsprechend gründete die EVP 2008 ihre offizielle Denkfabrik, das Wilfried Martens Centre for European Studies (CES). Seit 2015 ist das CES nach Wilfried Martens benannt. Das CES hat Mitglieder von verschiedenen nationalen Denkfabriken und Stiftungen, die EVP-Mitgliedsparteien nahestehen, etwa die Konrad-Adenauer-Stiftung (CDU), die Hanns-Seidel-Stiftung (CSU), die Fundación para el Análisis y los Estudios Sociales (PP), das Constantinos-Karamanlis-Institut für Demokratie (ND), die Jarl-Hjalmarson-Stiftung (MOD), die Politische Akademie der ÖVP, das estnische Institut Pro Patria und andere.

## Aktivitäten
Auf Einladung des EVP-Präsidenten, des Kommissionspräsidenten, des Präsidenten des Europäischen Rates und des Parlamentspräsidenten treffen sich die EVP-Regierungschefs und -Oppositionsführer üblicherweise ein paar Stunden vor den Sitzungen des Europäischen Rates in der Académie Royale in Brüssel zum EVP-Gipfel, um gemeinsame Positionen zu entwickeln. Zudem organisiert die Partei ‚EVP-Ministertreffen‘ vor den Treffen der Fachministerräte. Diese Zusammenkünfte werden generell in der Parteizentrale abgehalten. Die Zusammensetzung dieser Ministertreffen entspricht denjenigen der Ratsformationen. Des Weiteren organisiert die EVP kurzfristige Treffen mit den angehörigen Mitgliedern der Europäischen Kommission und lädt Kommissare zum EVP-Gipfeltreffen und/oder zu den EVP-Ministertreffen ein.
Auch die Kampagnen der EVP-Mitgliedsparteien vor Europawahlen werden von der EVP zentral koordiniert.

## EVP-Mitglieder in europäischen Institutionen

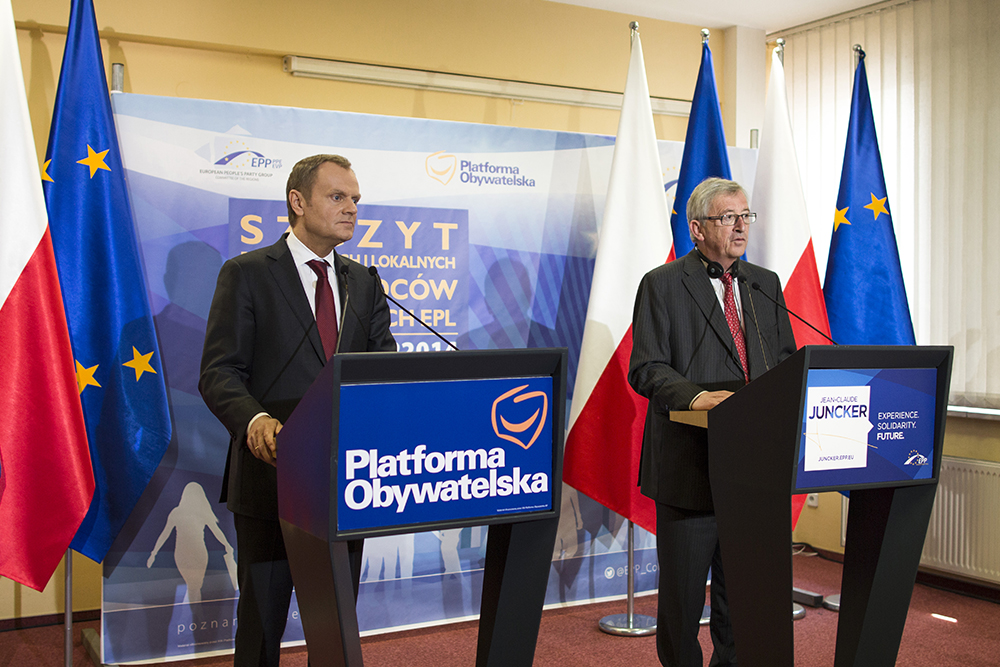
Die EVP stellte in der Legislaturperiode 2014–2019 die Präsidenten zweier EU-Institutionen: Ratspräsident Donald Tusk (links), Kommissionspräsident Jean-Claude Juncker (rechts)

### Überblick
| Organisation      | Institution                                    | Sitze   |
| ----------------- | ---------------------------------------------- | ------- |
| Europäische Union | Europäisches Parlament                         | 182/720 |
| Europäische Union | Europäische Kommission                         | 11/27   |
| Europäische Union | Europäischer Rat (Staats- und Regierungschefs) | 11/27   |

### Europäischer Rat

Länder mit EVP-Regierungschef sind hellblau markiert

Die EVP stellt derzeit (Mai 2025) elf der 27 Staats- oder Regierungschefs, die dem Europäischen Rat angehören:
- Bulgarien: Rossen Scheljaskow (GERB)
- Deutschland: Friedrich Merz (CDU)
- Finnland: Petteri Orpo (KOK)
- Griechenland: Kyriakos Mitsotakis (ND)
- Kroatien: Andrej Plenković (HDZ)
- Lettland: Evika Siliņa (Vienotība)
- Luxemburg: Luc Frieden (CSV)
- Österreich: Christian Stocker (ÖVP)
- Polen: Donald Tusk (PO)
- Portugal: Luís Montenegro (PSD)
- Schweden: Ulf Kristersson (M)

### Europäische Kommission
Die Präsidentin der Europäischen Kommission Ursula von der Leyen sowie 14 Mitglieder ihrer Kommission gehören Mitgliedsparteien der EVP an. Eine der Kommissare ist Vizepräsidentin.

### Europäisches Parlament
Im Europäischen Parlament stellt die EVP seit 1999 die größte Fraktion. Aktuell hat die Fraktion 188 Mitglieder (Stand 25. März 2025). Nach jeder Europawahl sind Kandidaten, die auf Listen der EVP-Mitgliedsparteien gewählt wurden, verpflichtet, der EVP-Fraktion beizutreten. Fraktionsvorsitzender der EVP ist derzeit Manfred Weber, der auch Vorsitzender der Partei ist. 
Die EVP stellt seit 2022 mit Roberta Metsola die Präsidentin des Europäischen Parlaments.

## Über die EU hinaus
Die assoziierten Parteien und Parteien mit Beobachterstatus in der EVP stellen Aleksandar Vučić (Serbien, Serbische Fortschrittspartei) das Staatsoberhaupt in einem Nicht-EU-Mitgliedstaat.
Die EVP stellt auch Fraktionen in der Parlamentarischen Versammlung des Europarats, wo Pedro Agramunt (Spanien, Partido Popular) bis 2017 den Vorsitz hielt, und in der Parlamentarischen Versammlung der OSZE, wo Margareta Cederfelt (Schweden, M) vorsitzt. In den letzten Jahren hat die EVP über die europäischen Grenzen hinaus bilaterale Beziehungen mit anderen konservativen Parteien aufgebaut, insbesondere in Nordamerika. So hat die EVP eine enge Verbindung mit dem International Republican Institute (IRI).
Die EVP ist außerdem Mitglied von zwei globalen Parteiorganisationen der rechten Mitte: die Christlich Demokratische Internationale (CDI) und die Internationale Demokratische Union (IDU). Zudem gehört sie der Europäischen Bewegung International an.[veraltet]

## Mitgliedsparteien

### Vollmitglieder
| Logo | Kürzel             | Name der Partei | Land                       | MdEP |
| ---- | ------------------ | --- | -------------------------- | ---- |
|      | CD&V               | Christen Democratisch en Vlaams (Christlich-Demokratisch und Flämisch)                                                                | Belgien (Flandern)         | 2    |
|      | DSB                | Demokrati sa Silna Balgarija (Demokraten für ein starkes Bulgarien)                                                                   | Bulgarien                  | 1    |
|      | DBG                | Dwischenie „Balgarija na Graschdanite“ (Bewegung „Bulgarien der Bürger“)                                                              | Bulgarien                  | –    |
|      | GERB               | GERB (Bürger für eine europäische Entwicklung Bulgariens)                                                                             | Bulgarien                  | 5    |
|      | SDS                | Sajus na Demokratitschnite Sili (Union der Demokratischen Kräfte)                                                                     | Bulgarien                  | 1    |
|      | KD                 | Kristendemokraterne (Christdemokraten)                                                                                                | Dänemark                   | –    |
|      | C                  | Det Konservative Folkeparti (Konservative Volkspartei)                                                                                | Dänemark                   | 1    |
|      | CDU                | Christlich Demokratische Union Deutschlands                                                                                           | Deutschland (außer Bayern) | 23   |
|      | CSU                | Christlich-Soziale Union in Bayern | Deutschland (Bayern)       | 6    |
|      | IRL                | Isamaa ja Res Publica Liit (Vaterlands- und Res-Publica-Union)                                                                        | Estland                    | 1    |
|      | KOK                | Kansallinen Kokoomus-Samlingspartiet (Nationale Sammlungspartei)                                                                      | Finnland                   | 3    |
|      | KD                 | Kristillisdemokraatit (Christdemokraten)                                                                                              | Finnland                   | –    |
|      | LR                 | Les Républicains (Die Republikaner)                                                                                                   | Frankreich                 | 7    |
|      | ND                 | Nea Dimokratia (Neue Demokratie) | Griechenland               | 7    |
|      | FG                 | Fine Gael (Familie der Iren) | Irland                     | 5    |
|      | FI                 | Forza Italia (Vorwärts Italien) | Italien                    | 10   |
|      | AP                 | Alternativa Popolare | Italien                    | –    |
|      | PpI                | Popolari per l’Italia | Italien                    | –    |
|      | UDC                | Unione di Centro (Union der Mitte) | Italien                    | –    |
|      | SVP                | Südtiroler Volkspartei | Italien (Südtirol)         | 1    |
|      | PATT               | Partito Autonomista Trentino Tirolese                                                                                                 | Italien (Trentino)         | –    |
|      | HDZ                | Hrvatska demokratska zajednica (Kroatische Demokratische Gemeinschaft)                                                                | Kroatien                   | 4    |
|      | V                  | Vienotība (Einigkeit) | Lettland                   | 3    |
|      | TS-LKD             | Tėvynės Sąjunga – Lietuvos krikščionys demokratai (Vaterlandsbund – Christdemokraten Litauens)                                        | Litauen                    | 3    |
|      | CSV                | Chrëschtlech Sozial Vollekspartei (Christlich Soziale Volkspartei)                                                                    | Luxemburg                  | 2    |
|      | PN                 | Partit Nazzjonalista (Nationalistische Partei)                                                                                        | Malta                      | 2    |
|      | CDA                | Christen-Democratisch Appèl (Christlich-Demokratischer Aufruf)                                                                        | Niederlande                | 5    |
|      | ÖVP                | Österreichische Volkspartei | Österreich                 | 7    |
|      | PO                 | Platforma Obywatelska (Bürgerplattform)                                                                                               | Polen                      | 11   |
|      | PSL                | Polskie Stronnictwo Ludowe (Polnische Volkspartei)                                                                                    | Polen                      | 3    |
|      | PSD                | Partido Social Democrata (Sozialdemokratische Partei)                                                                                 | Portugal                   | 6    |
|      | CDS-PP             | Centro Democrático e Social – Partido Popular (Demokratisches und Soziales Zentrum – Volkspartei)                                     | Portugal                   | 1    |
|      | PNL                | Partidul Național Liberal (Nationale Liberale Partei)                                                                                 | Rumänien                   | 8    |
|      | UDMR/RMDSZ         | Uniunea Democrată Maghiară din România/Romániai Magyar Demokrata Szövetség (Demokratische Union der Ungarn in Rumänien)               | Rumänien                   | 2    |
|      | PMP                | Partidul Mișcarea Populară (Volksbewegungspartei)                                                                                     | Rumänien                   | 2    |
|      | KD                 | Kristdemokraterna (Die Christdemokraten)                                                                                              | Schweden                   | 2    |
|      | M                  | Moderata samlingspartiet (Die gemäßigte Sammlungspartei)                                                                              | Schweden                   | 4    |
|      | KDH                | Kresťanskodemokratické hnutie (Christlich-Demokratische Bewegung)                                                                     | Slowakei                   | 2    |
|      | SLOVENSKO          | SLOVENSKO | Slowakei                   | 1    |
|      | Demokrati          | Demokrati (Demokratie) | Slowakei                   | 1    |
|      | Szövetség-Aliancia | Szövetség-Aliancia | Slowakei                   | 0    |
|      | SDS                | Slovenska demokratska stranka (Slowenische Demokratische Partei)                                                                      | Slowenien                  | 2    |
|      | NSI                | Nova Slovenija – Krščanska Ljudska Stranka (Neues Slowenien – Christliche Volkspartei)                                                | Slowenien                  | 1    |
|      | SLS                | Slovenska Ljudska Stranka (Slowenische Volkspartei)                                                                                   | Slowenien                  | 1    |
|      | PP                 | Partido Popular (Volkspartei) | Spanien                    | 13   |
|      | TOP 09             | TOP 09 | Tschechien                 | 2    |
|      | KDU-ČSL            | Křesťanská a demokratická unie – Československá strana lidová (Christliche und Demokratische Union – Tschechoslowakische Volkspartei) | Tschechien                 | 2    |
|      | DISY               | Dimokratikos Synagermos (Demokratische Versammlung)                                                                                   | Zypern                     | 2    |

### Assoziierte Parteien
| Logo | Kürzel     | Name der Partei | Land                |
| ---- | ---------- | --- | ------------------- |
|      | PDSH       | Partia Demokratike e Shqipërisë (Demokratische Partei Albaniens) | Albanien            |
|      | ENM        | Vereinte Nationale Bewegung | Georgien            |
|      | BS         | Bošnjačka stranka (Bosniakische Partei) | Montenegro          |
|      | VMRO-DPMNE | Vnatrešna Makedonska Revolucionerna Organizacija – Demokratska Partija za Makedonsko Nacionalno Edinstvo (Innere Mazedonische Revolutionäre Organisation – Demokratische Partei für Mazedonische Nationale Einheit) | Nordmazedonien      |
|      | H          | Høyre (Konservative) | Norwegen            |
|      | DM         | Die Mitte / Le Centre / Alleanza del Centro / Allianza dal Center | Schweiz             |
|      | SNS        | Srpska napredna stranka (Serbische Fortschrittspartei) | Serbien             |
|      | VMSZ/SVM   | Vajdasági Magyar Szövetség/Savez vojvođanskih Mađara (Allianz der Vojvodiner Ungarn) | Serbien (Vojvodina) |

### Parteien mit Beobachterstatus
| Logo | Kürzel  | Name der Partei                                                                                               | Land                    | MdEP |
| ---- | ------- | --- | ----------------------- | ---- |
|      | HHK     | Hajastani Hanrapetakan Kussakzutjun (Republikanische Partei Armeniens)                                        | Armenien                | (a)  |
|      |         | Scharangutjun (Erbe)                                                                                          | Armenien                | (a)  |
|      | SDA     | Stranka demokratske akcije (Partei der demokratischen Aktion)                                                 | Bosnien und Herzegowina | (a)  |
|      | HDZBiH  | Hrvatska demokratska zajednica Bosne i Hercegovine (Kroatische Demokratische Union Bosniens und Herzegowinas) | Bosnien und Herzegowina | (a)  |
|      | HDZ1990 | Hrvatska demokratska zajednica 1990 (Kroatische Demokratische Union 1990)                                     | Bosnien und Herzegowina | (a)  |
|      | PDP     | Partija demokratskog progresa (Partei des demokratischen Fortschritts)                                        | Bosnien und Herzegowina | (a)  |
|      |         | Europäisches Georgien – Bewegung für Freiheit                                                                 | Georgien                | (a)  |
|      | LDK     | Lidhja Demokratike e Kosovës (Demokratische Liga des Kosovo)                                                  | Kosovo                  | (a)  |
|      | PLDM    | Partidul Liberal Democrat din Moldova (Liberaldemokratische Partei Moldaus)                                   | Moldau                  | (a)  |
|      | PAS     | Partidul Acțiune și Solidaritate (Partei der Aktion und Solidarität)                                          | Moldau                  | (a)  |
|      | PDA     | Platforma Demnitate și Adevăr (Plattform Würde und Wahrheit)                                                  | Moldau                  | (a)  |
|      | KrF     | Kristelig Folkeparti (Christliche Volkspartei)                                                                | Norwegen                | (a)  |
|      | PDCS    | Partito Democratico Cristiano Sammarinese (Christdemokratische Partei San Marinos)                            | San Marino              | (a)  |
|      | UDAR    | Ukrainische demokratische Allianz für Reformen                                                                | Ukraine                 | (a)  |
|      | VOB     | Batkiwschtschyna (Vaterland)                                                                                  | Ukraine                 | (a)  |
|      | ES      | Europäische Solidarität                                                                                       | Ukraine                 | (a)  |
|      |         | Selbsthilfe                                                                                                   | Ukraine                 | (a)  |
|      | BChd    | Belarussische Christdemokratie (Belaruskaja Chryszijanskaja Demakratyja)                                      | Belarus                 | (a)  |
|      |         | Bewegung für die Freiheit (Ruch za Svabodu)                                                                   | Belarus                 | (a)  |

### Partner
| Logo | Kürzel   | Name der Partei                                                                                                | Land    |
| ---- | -------- | --- | ------- |
|      | FL       | Forces Libanaises/al-Quwwāt al-lubnāniyya (Libanesische Kräfte)                                                | Libanon |
|      | Kataëb   | Phalanges libanaises/Hizb al-Kata’ib al-Lubnaniyya (Libanesische Phalange)                                     | Libanon |
|      | Istiqlal | Parti de l’Istiqlal/ḥizb al-istiqlāl (Partei der Unabhängigkeit)                                               | Marokko |
|      | RNI      | Rassemblement national des indépendants/at-taǧammuʿ al-waṭanī li-l-aḥrār (Nationale Sammlung der Unabhängigen) | Marokko |

### Ehemalige Mitglieder
- Belarus, Abjadnanaja Hramadsjanskaja Partyja (Vereinigte Bürgerpartei von Belarus; am 15. August 2023 wurde die Vereinigte Bürgerpartei vom Obersten Gericht von Belarus liquidiert.)
- Belgien, Les Engagés (Die Engagierten; wechselte nach der Europawahl 2024 zur EDP)
- Bulgarien, Demokratitscheska Partija
- Frankreich, Centre des démocrates sociaux (1995 aufgelöst)
- Frankreich, Union pour la démocratie française (bis 2004, gründete Europäische Demokratische Partei)
- Frankreich, Rassemblement pour la République (2002 in UMP, heute LR, aufgegangen)
- Italien, Democrazia Cristiana, ab 1994 Partito Popolare Italiano, PPI, 2002 in Democrazia è Libertà – La Margherita aufgegangen (wechselte 2004 zur EDP)
- Italien, Rinnovamento Italiano, 2002 in Democrazia è Libertà – La Margherita aufgegangen
- Italien, Centro Cristiano Democratico, CDC, 2002 in UDC aufgegangen
- Italien, Cristiani Democratici Uniti, CDU, 2002 in UDC aufgegangen
- Italien, Forza Italia (FI), ging 2009 in Il Popolo della Libertà, PdL, auf, heute wieder FI
- Italien, Popolari UDEUR, ging 2013 in Forza Italia auf
- Italien, Nuovo Centrodestra, NCD, ging 2017 in Alternativa Popolare auf[28]
- Kroatien, Hrvatska seljačka stranka, HSS, Austritt 2019 der Kroatischen Bauernpartei[29]
- Rumänien, Partidul Democrat, PD und Partidul Democrat-Liberal, PDL, PDL, fusionierten 2007 zur Partidul Democrat-Liberal, PD-L, diese ging 2014 in der PNL auf
- Rumänien, Partidul Național Țărănesc Creștin Democrat, Nationale Christdemokratische Bauernpartei, PNȚCD, 1997–2017, ausgeschlossen[30]
- Slowakei, Slovenská Demokratická a Kresťanská Únia – Demokratická strana (SDKÚ-DS), Anfang 2018 ausgeschlossen, nachdem die Mitgliedsbeiträge nicht mehr gezahlt wurden[31]
- Spanien, Eusko Alderdi Jeltzalea-Partido Nacionalista Vasco, bis 2009, Wechsel zur Europäischen Freien Allianz
- Spanien, Partido Demócrata Popular, 1986 bis 1989, ging in Partido Popular auf
- Spanien, Unió Democràtica de Catalunya, 2017 aufgelöst
- Slowakei, Strana maďarskej komunity/Magyar Közösség Pártja, bis 2021
- Slowakei, Most–Híd, bis 2023
- Ungarn, Fidesz – Ungarischer Bürgerbund, bis 2021
- Ungarn, Kereszténydemokrata Néppárt (Christlich-Demokratische Volkspartei), bis Juni 2024